# Ann Miller
Ann Miller (Houston, Texas, 12 de abril de 1923-Beverly Hills, 22 de enero de 2004) fue una cantante, bailarina y actriz estadounidense de la época dorada de Hollywood.

## Biografía
Su verdadero nombre era Johnnie Lucille Collier, y nació en el Hospital de San José en Houston, Texas. Sus padres eran Clara Emma Birdwell, casi sorda, descendiente de los indios cheroqui y John Alfred Collier, de ascendencia francesa e irlandesa, abogado criminalista, defensor de Bonnie y Clyde, Metralleta Kelly y Baby Face Nelson, entre otros. El nombre real de Miller, Johnnie, se debía al deseo de su padre de haber tenido un niño. Siendo niña empezó a bailar para fortalecer sus piernas, afectadas de raquitismo, y fue considerada una niña prodigio del baile.

## Trayectoria

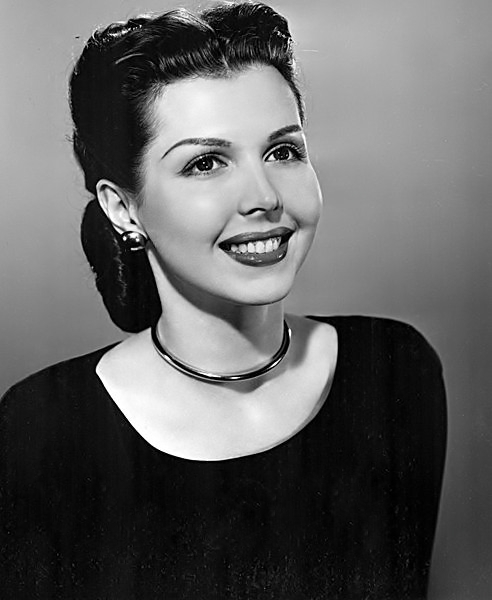
Retrato publicitario de Ann Miller para la película Easter Parade (1948).

A los 13 años de edad Miller había sido contratada como bailarina del "Black Cat Club" en San Francisco (California), siendo allí descubierta por Lucille Ball y por el cazatalentos y cómico Benny Rubin. Gracias a ello, en 1936, con trece años de edad, fue contratada por RKO Pictures. Al año siguiente Columbia Pictures también le ofreció un contrato a Miller. Finalmente trabajó en varios musicales de MGM entre finales de los años cuarenta e inicios de los cincuenta, entre ellos Kiss Me Kate, Easter Parade, y Un día en Nueva York. 
Miller era famosa por la velocidad con la que bailaba claqué. En 1970, el actor y director Stan Freberg, padre del comercial humorístico, utilizó la habilidad de Miller con el claqué para hacer un anuncio televisivo de "Great American Soups," en el cual Miller interpretaba a un ama de casa bailando y cantando en una cocina que se convierte en un escenario de Hollywood.
Su carrera cinematográfica finalizó en 1956, al perder audiencia el cine basado en un sistema de estudios en favor de la televisión, aunque Miller siguió activa en este último medio y en el teatro. Así, trabajó en Broadway en el musical  Mame (1969), interpretando en el mismo un número de claqué coreografiado pensando en ella. En 1979 sorprendió al público de Broadway trabajando en el show Sugar Babies con el veterano de MGM Mickey Rooney, y haciendo una posterior gira con la obra por los Estados Unidos. Además, por su trabajo teatral en Chicago, en 1983 ganó el Premio Sarah Siddons. 
En 1982 actuó en un episodio especial de la serie televisiva The Love Boat, en la que intervenían antiguas estrellas del mundo del espectáculo como Ethel Merman, Carol Channing, Della Reese, Van Johnson, y Cab Calloway, en un guion en el cual interpretaban a familiares de los personajes habituales de la serie. En 2001 hizo su papel final, el de Coco en el film dirigido por David Lynch Mulholland Drive. La última de sus actuaciones teatrales había tenido lugar en la producción de 1998 del musical de Stephen Sondheim Follies, en la cual cantaba la canción "I'm Still Here". 
Por su contribución a la industria cinematográfica, Ann Miller tiene una estrella en el Paseo de la Fama de Hollywood, en el 6914 de Hollywood Boulevard.

## Vida privada
Ann Miller se casó el 16 de febrero de 1946 con Reese Milner, un rico petrolero, heredero de una siderurgia. Sus agentes le prohibieron que se casara con él, pero ella no hizo caso. El 12 de noviembre de 1946, cuando estaba en el octavo mes de gestación, Reese llegó a casa, borracho, y en un arrebato la tiró por las escaleras, causándole un parto prematuro. Esa noche nació su primogénita, Mary Miller.
Su verdadero amor fue William V. O'Connor, un fiscal, católico. Durante 12 años esperó a que la mujer de O'Connor firmara los papeles de anulación. Empezó a estudiar la doctrina católica. Viajó a Tierra Santa. Pero como la mujer de O'Connor no firmaba, Ann decidió casarse con Bill Moss en 1958. El matrimonio apenas duró tres años, ya que Bill murió. En 1961 se casó por tercera vez con Arthur Cameron, que había tenido cinco mujeres y varias amantes. Al año siguiente se divorciaron.
Las hermanas June y Evelyn Haver, católicas y amigas de Ann le presentaron al P. Padraic Loftus, sacerdote de San Mel en Woodland Hills, California. En diciembre de 2003, tras hablar Ann con el P. Loftus, se decidió que se bautizaría durante una misa en San Mel durante una misa. Pero, poco después Ann se cayó y fue ingresada en el Hospital Cedras-Sinai en Beverly Hills. El P. Loftus se pasó a verla al hospital y allí la bautizó el 21 de enero de 2004. Al regresar a casa, comunicaron al sacerdote que Ann había empeorado. Fue de nuevo a visitarla y pasados 35 minutos después de la medianoche falleció a causa de un cáncer metastatizado a los pulmones. Tenía 80 años de edad. Fue enterrada en el Cementerio de Holy Cross de Culver City (California).

## Filmografía

### Largometrajes
| 1934 | Anne of Green Gables                                                                            |  | 1949 | Un día en Nueva York                                        |
| 1935 | The Good Fairy                                                                                  |  | 1950 | Watch the Birdie                                            |
| 1936 | The Devil on Horseback                                                                          |  | 1951 | Texas Carnival Two Tickets to Broadway (Luces de Broadway)  |
| 1937 | New Faces of 1937 The Life of the Party Damas del teatro                                        |  | 1952 | Lovely to Look At (El amor nació en París)                  |
| 1938 | Radio City Revels Having Wonderful Time You Can't Take It With You Room Service Tarnished Angel |  | 1953 | Small Town Girl Kiss Me Kate (1953)                         |
| 1940 | Too Many Girls Hit Parade of 1941 Melody Ranch                                                  |  | 1954 | Deep in My Heart                                            |
| 1941 | Time Out for Rhythm Go West, Young Lady                                                         |  | 1955 | Hit the Deck                                                |
| 1942 | True to the Army Priorities on Parade                                                           |  | 1956 | The Opposite Sex The Great American Pastime                 |
| 1943 | Reveille with Beverly What's Buzzin', Cousin?                                                   |  | 1976 | Won Ton Ton                                                 |
| 1944 | Hey, Rookie Jam Session Carolina Blues                                                          |  | 1994 | A Century of Cinema (*) That's Entertainment! III           |
| 1945 | Eadie Was a Lady Eve Knew Her Apples                                                            |  | 2001 | Mulholland Drive                                            |
| 1946 | The Thrill of Brazil                                                                            |  | 2003 | Broadway: The Golden Age, by the Legends Who Were There (*) |
| 1948 | Easter Parade The Kissing Bandit                                                                |  | 2004 | Goodnight, We Love You (*)                                  |

(*) Documentales

### Cortos
| 1941 | Meet the Stars #8: Stars Past and Present Screen Snapshots Series 21, No. 1 |  | 1949 | Some of the Best Mighty Manhattan, New York's Wonder City' |